# Podryże
Podryże (ukr. Підріжжя) – wieś na Ukrainie w rejonie kowelskim obwodu wołyńskiego.